# Lygosoma isodactylum
Lygosoma isodactylum är en ödleart som beskrevs av  Günther 1864. Lygosoma isodactylum ingår i släktet Lygosoma och familjen skinkar. Inga underarter finns listade i Catalogue of Life.